# Manalapan (Florida)
Manalapan ist eine Stadt im Palm Beach County im US-Bundesstaat Florida mit 406 Einwohnern (Stand: 2010).

## Geographie
Die Stadt befindet sich auf einer vorgelagerten langgestreckten Insel am Atlantischen Ozean. Sie grenzt direkt im Norden an South Palm Beach, im Westen an Lantana und Hypoluxo und im Süden an Ocean Ridge. Durch das Stadtgebiet führt die Florida State Road A1A. 

## Demographische Daten
Laut der Volkszählung 2010 verteilten sich die damaligen 406 Einwohner auf 339 Haushalte. Die Bevölkerungsdichte lag bei 338,3 Einw./km². 92,4 % der Bevölkerung bezeichneten sich als Weiße, 3,9 % als Afroamerikaner und 1,2 % als Asian Americans. 2,2 % gaben die Angehörigkeit zu einer anderen Ethnie und 0,2 % zu mehreren Ethnien an. 4,7 % der Bevölkerung bestand aus Hispanics oder Latinos.
Im Jahr 2010 lebten in 13,1 % aller Haushalte Kinder unter 18 Jahren sowie 56,5 % aller Haushalte Personen mit mindestens 65 Jahren. 64,4 % der Haushalte waren Familienhaushalte (bestehend aus verheirateten Paaren mit oder ohne Nachkommen bzw. einem Elternteil mit Nachkomme). Die durchschnittliche Größe eines Haushalts lag bei 2,13 Personen und die durchschnittliche Familiengröße bei 2,55 Personen.
13,3 % der Bevölkerung waren jünger als 20 Jahre, 9,0 % waren 20 bis 39 Jahre alt, 23,2 % waren 40 bis 59 Jahre alt und 54,5 % waren mindestens 60 Jahre alt. Das mittlere Alter betrug 61 Jahre. 50,7 % der Bevölkerung waren männlich und 49,3 % weiblich.
Das durchschnittliche Jahreseinkommen lag bei 235.625 $, dabei lebte niemand unter der Armutsgrenze.
Im Jahr 2000 war Englisch die Muttersprache von 98,54 % der Bevölkerung und französisch sprachen 1,45 %.

## Sehenswürdigkeiten
Am 23. Dezember 2002 wurde das Eastover in das National Register of Historic Places eingetragen.

## Kriminalität
Die Kriminalitätsrate lag im Jahr 2010 mit 459 Punkten (US-Durchschnitt: 266 Punkte) im hohen Bereich. Es gab eine Vergewaltigung, drei Einbrüche und 13 Diebstähle.